# Vashakidze (cràter)
Vashakidze és un cràter d'impacte localitzat a la cara oculta de la Lluna, just més enllà del terminador nord-est. Aquesta zona de la superfície és visible des de la Terra en combinacions adequades de libració i de llum solar. La vora sud-est d'aquest cràter frega el límit exterior de l'enorme plana emmurallada del cràter Harkhebi. Es troba al sud-est del cràter Boss i al nord-est de la plana murada desgastada de Riemann.

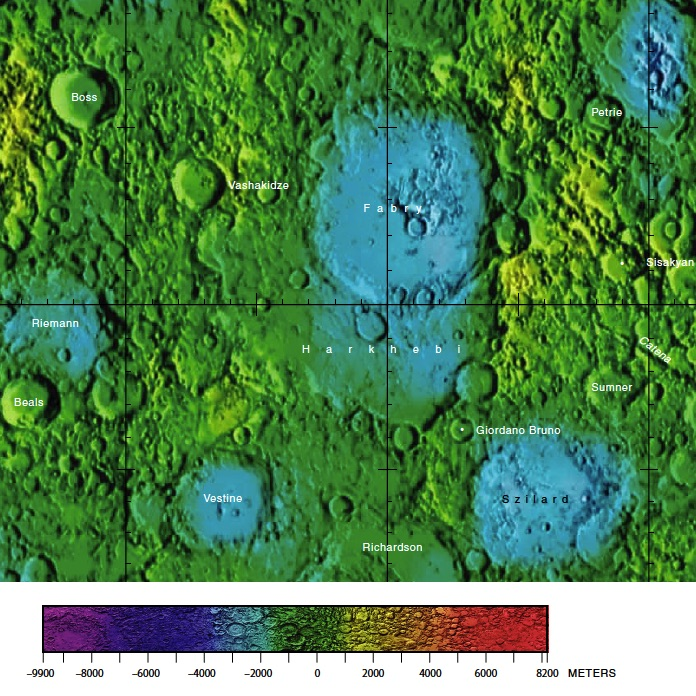
Localització de Vashakidze (centre de la meitat esquerra de la imatge)
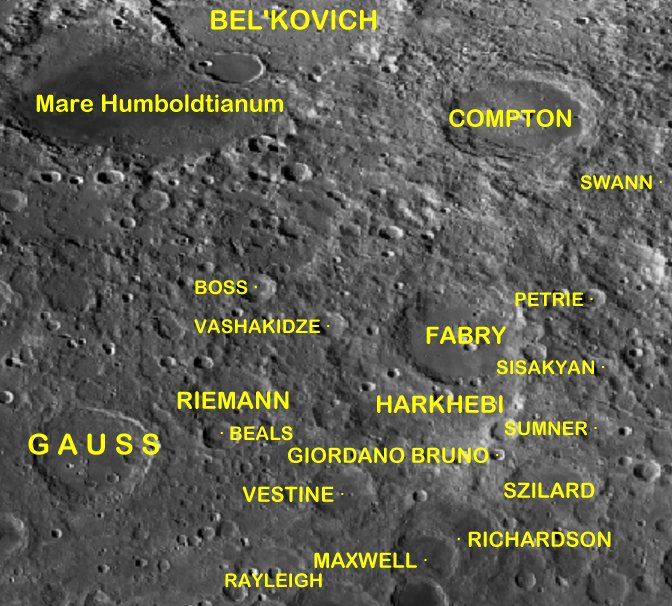
Rodalies de Vashakidze (Imatge de la missió LRO)

Aquest cràter té una vora ben definida que gairebé no ha patit desgast a causa de l'erosió per altres impactes. És aproximadament circular, amb protuberàncies cap al sud i l'est, donant-li una aparença lleugerament esbiaixada. La paret interior mostra un cert descens en les vores, particularment al nord i al sud-est, però amb poc desenvolupament de terrasses. El sòl interior apareix relativament anivellat, amb algunes irregularitats en la meitat oriental.

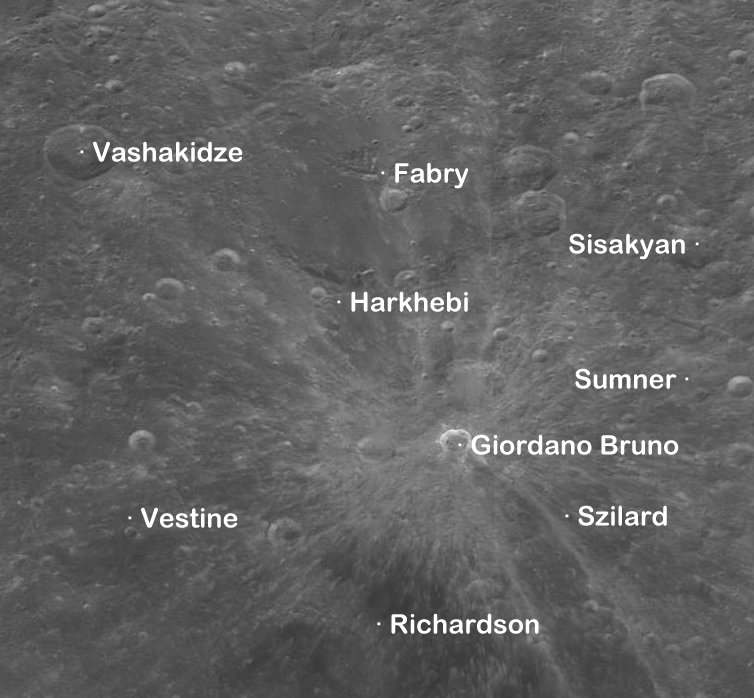
Sistema de marques radials de Giordano Bruno a l'entorn de Vashakidze
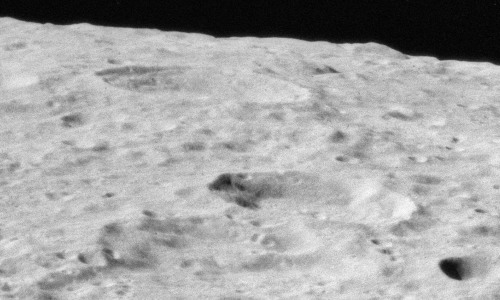
Vista obliqua des de l'Apollo 16, mostrant Boss dalt a l'esquerra i Vashakidze baix a la dreta